# Abacaxi
Abacaxi (Abacaxis, Abacachis, Abacachys) /ime označava vrstu ananasa poznatu pod latinskim imenom kao Ananas comosus/ pleme američkih Indijanaca koje je obitavalo na istoimenoj rijeci, pritoci Madeire u brazilskoj državi Amazonas. Jedno od naselja koje se spominje da su živjeli u njemu je misionarsko naselje Serpa u kojega su došli s istočne obale Madeire. Serpa je naziv koji je zamijenio staro indijansko ime Itacoatiara, ali je kasnije stari indijanski naziv opet vraćen. među prvim stanovnicima ovog naselja uz njih spominj use i Múras, Juris, Anicorés, Aponariás, Cumaxiás, Barés, Jumas, Juquis, Pariguais i Terás.
Stradali su od raznih epidemija u kontaktima s misionarima i trgovcima u 17. i ranom 18. stoljeću.